# فرناندو اولریخ
فرناندو اولریخ (انگلیسی: Fernando Ulrich؛ زادهٔ ۲۶ آوریل ۱۹۵۲) کارآفرین، بانکدار، اقتصاددان و مدیر ارشد اجرایی پرتغالی است، که در حال حاضر به‌عنوان مدیر عامل اجرایی بانک سرمایه‌گذاری پرتغال فعالیت می‌نماید.